# حارة السيلة (الشيخ عثمان)
حارة السيلة هي إحدى حارات حي أول مايو الواقع بمديرية الشيخ عثمان التابعة لمحافظة عدن، بلغ تعداد سكانها 3011 نسمة حسب تعداد اليمن لعام 2004.